# Стів Кларк (футболіст)
Стів Кларк (англ. Steve Clarke, нар. 29 серпня 1963, Солткотс) — шотландський футболіст, що грав на позиції захисника за «Сент-Міррен» та «Челсі», а також національну збірну Шотландії.
По завершенні ігрової кар'єри — тренер. З 2019 року очолює тренерський штаб збірної Шотландії.

## Клубна кар'єра
Вихованець клубу «Бейт Джуніорс», після чого підписав договір із «Сент-Мірреном» на неповний робочий день, оскільки в той час він закінчував навчання на інженера. Загалом провів за «Сент-Міррен» п'ять сезонів, взявши участь у 200 матчах вищого дивізіону Шотландії.
У лютому 1987 року за 422 тис. фунтів стерлінгів перейшов до лондонського «Челсі», за який відіграв 11 сезонів. Більшість часу, проведеного у складі «Челсі», був основним гравцем захисту команди. За цей час у 1997 році виборов титул володаря Кубка Англії, а 1998 року ставав володарем Кубка англійської ліги та Кубка кубків УЄФА. Саме у матчі фіналу Кубка кубків проти «Штутгарта» Кларк зіграв свою останню гру за «Челсі», а загалом же за весь час він провів 421 матч за клуб в усіх турнірах, зайнявши за цим показником сьоме місце в історії клубу, разом із Керрі Діксоном. У 2005 році Кларк увійшов у символічну збірну XI, в честь сторіччя «Челсі», зайнявши місце правого захисника.

## Виступи за збірні
Протягом 1983—1985 років залучався до складу молодіжної збірної Шотландії. На молодіжному рівні зіграв у 7 офіційних матчах.
1987 року дебютував в офіційних матчах у складі національної збірної Шотландії. Протягом кар'єри у національній команді, яка тривала 8 років, провів у формі головної команди країни 6 матчів.

## Кар'єра тренера

### «Ньюкасл Юнайтед»
У 1998 році Кларк приєднався до «Ньюкаслу» як помічник менеджера Руда Гулліта, свого колишнього тренера в «Челсі». Кларк виконував обов'язки головного тренера після відставки Гулліта, очоливши команду на один єдиний матч, який вони програли 5:1 «Манчестер Юнайтед».

### «Челсі»

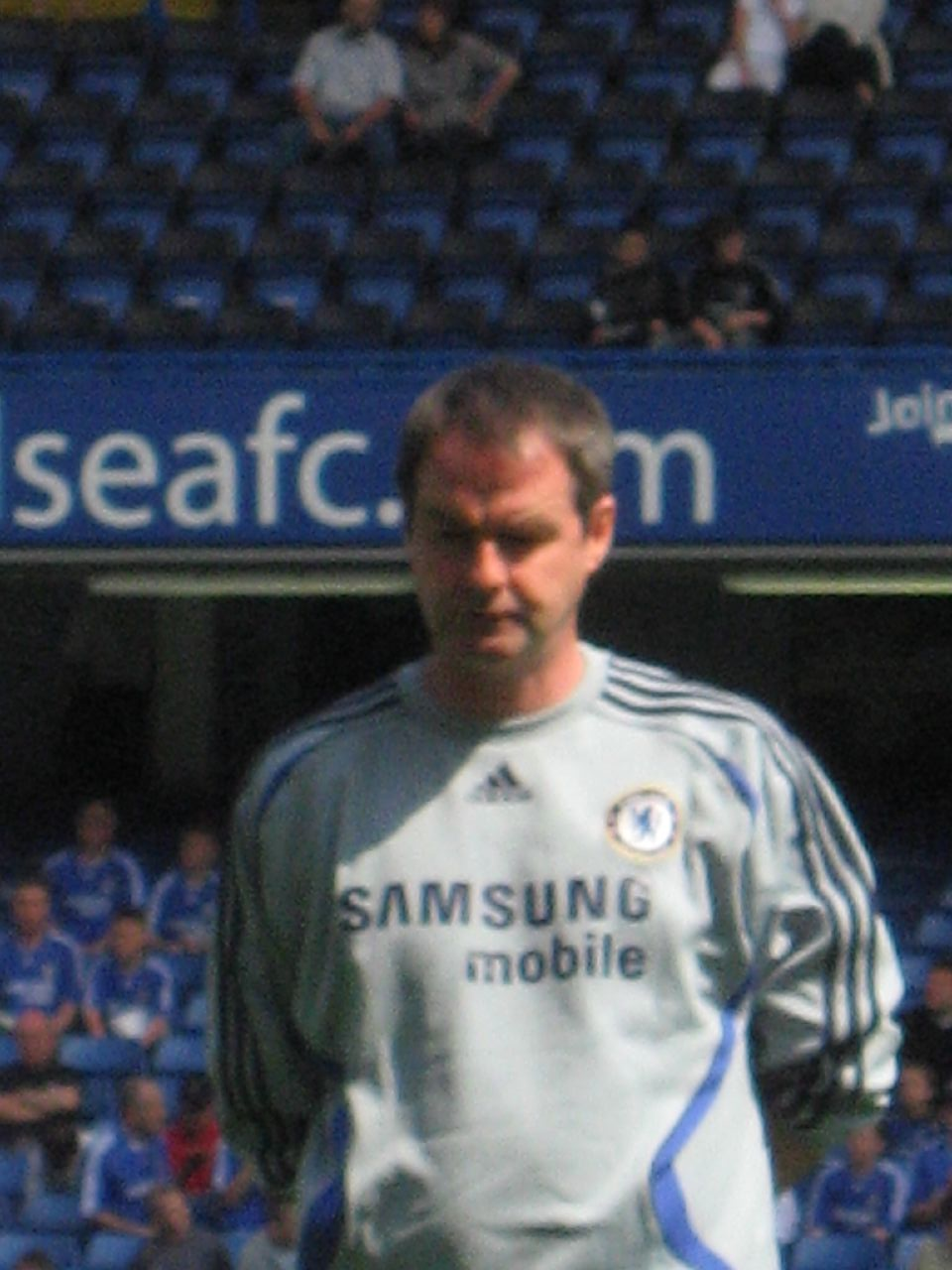
Кларк під час роботи з «Челсі» (2007)

В подальшому Кларк працював тренером у молодіжних командах «Челсі», а влітку 2004 року Кларк був призначений на посаду помічника менеджера, коли Жозе Моурінью очолив команду. Кларк був частиною тренерського штабу «Челсі», який домігся двох поспіль перемог у Прем'єр-лізі, Кубку Англії і двох перемог у Кубку ліги протягом трьох сезонів під керівництвом Моурінью. В цей період часу він отримав ліцензію UEFA Pro в 2006 році.
Коли Моурінью залишив «Челсі» у вересні 2007 року, Кларк залишився й далі працював при Аврамі Гранті, хоча Генка тен Кате було призначено ще одним асистентом тренера. У підсумку Грант і тен Кате покинули клуб в кінці сезону 2007/08. BBC Sport і The Times повідомили тоді, що хоча Кларк залишається в тренерському штабі «Челсі», він буде шукати можливості, щоб стати головним тренером команди. Керівництво «Челсі» повідомило Кларка про його можливий новий статус, посилаючись на його лояльність, популярність серед уболівальників клубу та роботу в період відставки Моурінью.

### «Вест Гем Юнайтед»
12 вересня 2008 року Кларк подав у відставку в «Челсі», сподіваючись перейти у «Вест Гем Юнайтед», щоб бути помічником колишнього партнера по команді, Джанфранко Дзоли. «Челсі» спочатку відхилив його відставку, вимагаючи компенсацію в розмірі його дворічної зарплати. Після того, як було досягнуто угоду між клубами, Кларк став першим тренером команди «Вест Гем» 15 вересня.
«Вест Гем» фінішував на дев'ятому місці в Прем'єр-лізі в сезоні 2008/09, після чого Кларк і Дзола продовжили контракти, тим самим Кларк став самим високооплачуваним асистентом у лізі. Клуб протягом наступного сезону боровся за виживання, проте зміг уникнути вильоту. У червні 2010 року, незабаром після відставки Дзоли, Кларк теж залишив клуб за згодою сторін.

### «Ліверпуль»
10 січня 2011 року Кларк був призначений першим тренером команди в «Ліверпулі» при Кенні Далгліші, після того як Далгліш змінив звільненого Роя Годжсона за два дні до цього. Кларку була запропонована тимчасова робота (поряд з Далглішем) для порятунку сезону «Ліверпуля», набираючи в середньому близько 2 очок за матч з моменту його прибуття, в поєднанні з поліпшеною грою в обороні. 12 травня 2011 року Кларк, а також головний тренер Кенні Далгліш підписали трирічний контракт, залишившись у своїй нинішній ролі першого тренера команди.
14 травня 2012 року Кларк подав у відставку в «Ліверпулі» після звільнення Далгліша за незадовільні результати в чемпіонаті — 8-е місце «Ліверпуля» в Прем'єр-лізі сезону 2011/12. Клуб відмовився від цієї пропозиції, але 6 червня 2012 року після призначення нового менеджера Брендана Роджерса Кларк покинув клуб.

### «Вест Бромвіч Альбіон»
8 червня 2012 року Кларк був оголошений новим головним тренером в «Вест Бромвіч Альбіон», підписавши дворічний контракт. Ця робота стала першою для Кларка в ролі головного тренера клубу. «Вест Бромвіч Альбіон» став одним з відкриттів першого кола чемпіонату, вийшовши до кінця листопада на третє місце в турнірній таблиці. В результаті під його керівництвом команда в сезоні 2012/13 чемпіонату Англії фінішувала на восьмому місці, встановивши найкращий результат клубу у чемпіонаті з 1981 року, а сам Стів у листопаді був визнаний тренером місяця в Прем'єр-лізі, при цьому останнім матчем сезону стала легендарна гра з «Манчестер Юнайтед», що завершилась з рахунком (5:5) і стала останньою для Алекса Фергюсона на посаді головного тренера «червоних дияволів».
Втім у другому сезоні результати команди значно погіршились і 14 грудня 2013 року, після поразки 0:1 від «Кардіфф Сіті», керівництво «Вест Бромвіча» ухвалило рішення про відставку Кларка з поста головного тренера. Після шістнадцяти турів команда посідала 16 місце в чемпіонаті, набравши 15 очок.

### «Редінг»
16 грудня 2014 року Кларк був призначений менеджером «Редінга», підписавши дворічну угоду. 16 березня 2015 року «Редінг» розгромивши 3:0 «Бредфорд Сіті» в Кубку Англії, і вперше за останні 88 років досягнув півфіналу національного Кубка. Кларк був звільнений з посади 4 грудня 2015 року після одного року у клубі.

### «Астон Вілла»
2 червня 2016 року став помічником менеджера у клубі «Астон Вілла», працюючи разом з колишнім товаришем по команді «Челсі» Роберто Ді Маттео. Після звільнення італійця недовго був виконувачем обов'язків головного тренера, але покинув клуб після призначення Стіва Брюса в жовтні 2016 року.

### «Кілмарнок»
14 жовтня 2017 року очолив шотландський «Кілмарнок» і у першому сезоні зайняв з командою 5-те місце у чемпіонаті і тричі визнавався тренером місця в чемпіонаті, а по завершенні чемпіонату став найкращим тренером сезону 2017/18 за версією шотландських спортивних журналістів.
Наступний сезон 2018/19 «Кілмарнок» завершив на третьому місці, поступившись лише грандам —«Селтіку» та «Рейнджерс». Внесок тренера у цей тріумф був оцінений визнанням його найкращим футбольним менеджером сезону в Шотландії вже за обома основними версіями нагороди — за версією журналістів та професійних футболістів.

### Збірна Шотландії
У травні 2019 року Кларк обійняв посаду головного тренера національної збірної Шотландії. Новий наставник збірної дебютував з перемоги над Кіпром у відборі на Євро-2020, утім згодом команда зазнала чотирьох поразок поспіль (по дві від Росії та Бельгії), що не дозволило їй кваліфікуватися на континентальну першість через стандартну кваліфікацію. Однак пізніше шотландці усе ж пробилися на Євро-2020 через шлях Ліги націй.
Безпосередньо на Євро-2020, яке проводилося влітку 2021 року і одним з господарів якого була Шотландія, команда Кларка записала до свого активу нічию у грі з майбутніми фіналістами турніру англійцями, утім програші на стадіоні в Глазго від Чехії та Хорватії залишили її поза стадією півіфналів.

## Титули і досягнення
- Володар Кубка Англії (1):

«Челсі»: 1996–97
- Володар Кубка англійської ліги (1):

«Челсі»: 1997–98
- Володар Кубка Кубків УЄФА (1):

«Челсі»: 1997–98

### Індивідуальні
- Футболіст року у «Челсі»: 1994
- Тренер року у Шотландії[en]: 2017–18[27]
- Тренер місяця англійської Прем'єр-ліги: листопад 2012[31]
- Тренер місяця чемпіонату Шотландії[en]: грудень 2017[32], лютий 2018[33], березень 2018[34]

## Особисте життя
Має старшого брата Пола, який також був професійним футболістом.